# Dubrava (Ivanjica)
Dubrava (em cirílico: Дубрава) é uma vila da Sérvia localizada no município de Ivanjica, pertencente ao distrito de Moravica, na região de Stari Vlah, Moravica. A sua população era de 1692 habitantes segundo o censo de 2011.

## Demografia
| 1948 | 1953 | 1961 | 1971 | 1981 | 1991 | 2002 | 2011 |
| ---- | ---- | ---- | ---- | ---- | ---- | ---- | ---- |
| 1882 | 1699 | 1621 | 1550 | 1770 | 1901 | 1839 | 1692 |